# Alyzeus
Alyzeus (altgriechisch Ἀλυζεύς Alyzeús) ist eine Gestalt der griechischen Mythologie.
Laut bei Strabon und Stephanos von Byzanz überlieferten Fragmenten der Alkmaionis und des Ephoros ist Alyzeus der eponyme Heros der akarnanischen Stadt Alyzeia, Sohn des akarnanischen Königs Ikarios und Bruder der Penelope und des Leukadios. Nach dem Tod seines Vaters herrscht er gemeinsam mit seinem Bruder über Akarnanien. Nach einer anderen Überlieferung bei Strabon ist er der Sohn der Polykaste, der Tochter des Lygaios.